# پودزول
پودزول (واژه‌ای روسی به معنی زیر-خاکستری) خاکی به رنگ خاکستری است که در نواحی سردسیر تا نیمه‌قطبی و از تخریب زمین‌های پوشیده با درختان کاج که روی ماسه‌سنگ‌ها یا ماسه‌سنگ‌های سیلیسی می‌رویند، به‌وجود می‌آیند. پودزول دارای مقدار کمی مواد آلی است.

## نگارخانه

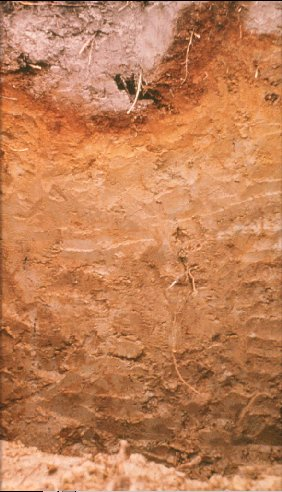